# تيد غريغوري
تيد غريغوري (بالإنجليزية: Ted Gregory)‏ هو لاعب كرة قدم أمريكية أمريكي، ولد في 11 فبراير 1965 في كوينز في الولايات المتحدة.

## وصلات خارجية
- تيد غريغوري على موقع مرجع كرة القدم المحترفة.كوم (الإنجليزية)
- تيد غريغوري على موقع كلية كرة القدم في سبورتس رفرنس.كوم (الإنجليزية)